# Lista de membros titulares da Academia Brasileira de Ciências empossados em 1993
Esta lista contém os nomes dos membros titulares da Academia Brasileira de Ciências empossados em 1993.
| Imagem | Nome                                    | Datas de nascimento e falecimento | Local de nascimento | Área de especialização | Alma mater                       | Data de posse       | Conhecido por | Referências |
| ------ | --------------------------------------- | --------------------------------- | ------------------- | ---------------------- | -------------------------------- | ------------------- | --- | ----------- |
|        | Aída Hassón-Voloch                      | 28 de novembro de 1922 2007       | Rio de Janeiro, RJ  | Ciências Biológicas    | UFRRJ                            | 15 de março de 1993 | Trabalhou com José Moura Gonçalves, com Frederick Sanger (Prêmio Nobel de Química, 1958) e com Severo Ochoa (Nobel de Fisiologia ou Medicina, 1959 e 1980). Foi orientada por Carlos Chagas Filho. | [ 2 ]       |
|        | Carlos Alberto Aragão de Carvalho Filho | 13 de outubro de 1951             | Rio de Janeiro, RJ  | Ciências Físicas       | PUC/Rio                          | 15 de março de 1993 | |             |
|        | César Leopoldo Camacho                  | 15 de abril de 1943               | Lima, Peru          | Ciências Matemáticas   | UNI, Peru                        | 15 de março de 1993 | |             |
|        | Diógenes de Almeida Campos              | 12 de setembro de 1943            | Irará, BA           | Ciências da Terra      | UFBA                             | 15 de março de 1993 | |             |
|        | Esper Abrão Cavalheiro                  | 17 de dezembro de 1949            |                     | Ciências Biomédicas    | UNIFESP                          | 15 de março de 1993 | Criou o primeiro centro nacional para o estudo da Neurologia Experimental, em 1983. Vice-presidente da Academia de Ciências do Estado de São Paulo.                                                |             |
|        | Francisco César de Sá Barreto           | 26 de novembro de 1940            | CE                  | Ciências Físicas       | UFMG                             | 15 de março de 1993 | |             |
|        | Marcello André Barcinski                | 28 de agosto de 1940              |                     | Ciências Biomédicas    | UERJ                             | 15 de março de 1993 | Criou o conceito do mimetismo apoptótico |             |
|        | Milton Luiz Laquintinie Formoso         | 04 de outubro de 1927             | Pelotas, RS         | Ciências da Terra      | UFRGS                            | 15 de março de 1993 | |             |
|        | Omar Abdel Moneim Abou El Seoud         | 21 de maio de 1945                | Egito               | Ciências Químicas      | Universidade de Ain-Shams, Egito | 15 de março de 1993 | |             |
|        | Vivaldo Moura Neto                      | 28 de dezembro de 1945            |                     | Ciências Biomédicas    | UERJ                             | 15 de março de 1993 | Trabalhou com Carlos Chagas Filho, Hervé Michel Chneiweiss e Nicole Marthe Le Douarin | [ 3 ]       |